# 파라냐케

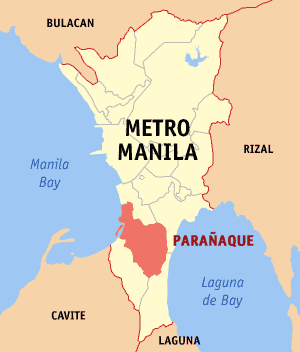
파라냐케의 위치

파라냐케(영어: City of Parañaque, 타갈로그어: Lungsod ng Parañaque)는 필리핀 메트로 마닐라(마닐라 수도권)에 위치한 도시로, 면적은 47.69km2, 인구는 552,660명(2007년 기준)이다. 1572년 11월 30일 신설되었으며 서쪽으로는 마닐라만과 접한다.

## 지리
파라냐케는 메트로 마닐라의 남부에 위치해 있다. 파라냐케는 두 개의 구로 나뉘며, 두 개의 구는 각각 8개의 바랑가로 세분된다. 1구는 바클라란(Baclaran), 탐보(Tambo), 돈갈로(Don Galo), 난토니뇨(Sto. Niño), 라 위에르타(La Huerta), 산디오니시오(San Dionisio), 비탈레즈(Vitalez), 산이시드로(San Isidro)로 구성되고, 2구는 바랑가이스 BF(Barangays BF), 산안토니오(San Antonio), 마르셀로 그린(Marcelo Green_, 선 벨리(Sun Valley), 돈 보스코(Don Bosco), 문워크(Moonwalk), Merville, 산 마르틴 데 포레스(San Martin de Porres)로 구성되어 있다.

## 기후
| Parañaque City의 기후    | Parañaque City의 기후 | Parañaque City의 기후 | Parañaque City의 기후 | Parañaque City의 기후 | Parañaque City의 기후 | Parañaque City의 기후 | Parañaque City의 기후 | Parañaque City의 기후 | Parañaque City의 기후 | Parañaque City의 기후 | Parañaque City의 기후 | Parañaque City의 기후 | Parañaque City의 기후 |
| 월                       | 1월                   | 2월                   | 3월                   | 4월                   | 5월                   | 6월                   | 7월                   | 8월                   | 9월                   | 10월                  | 11월                  | 12월                  | 연간                  |
| ------------------------ | --------------------- | --------------------- | --------------------- | --------------------- | --------------------- | --------------------- | --------------------- | --------------------- | --------------------- | --------------------- | --------------------- | --------------------- | --------------------- |
| 일평균 최고 기온 °C (°F) | 29 (84)               | 30 (86)               | 32 (90)               | 34 (93)               | 32 (90)               | 31 (88)               | 29 (84)               | 29 (84)               | 29 (84)               | 30 (86)               | 30 (86)               | 29 (84)               | 30 (87)               |
| 일평균 최저 기온 °C (°F) | 20 (68)               | 20 (68)               | 21 (70)               | 22 (72)               | 24 (75)               | 24 (75)               | 24 (75)               | 24 (75)               | 24 (75)               | 23 (73)               | 22 (72)               | 21 (70)               | 22 (72)               |
| 평균 강수량 mm (인치)    | 10 (0.4)              | 10 (0.4)              | 12 (0.5)              | 27 (1.1)              | 94 (3.7)              | 153 (6.0)             | 206 (8.1)             | 190 (7.5)             | 179 (7.0)             | 120 (4.7)             | 54 (2.1)              | 39 (1.5)              | 1,094 (43)            |
| 평균 강우일수            | 5.2                   | 4.5                   | 6.4                   | 9.2                   | 19.7                  | 24.3                  | 26.9                  | 25.7                  | 24.4                  | 21.0                  | 12.9                  | 9.1                   | 189.3                 |
| 출처: Meteoblue          |                       |                       |                       |                       |                       |                       |                       |                       |                       |                       |                       |                       |                       |

## 주민
| 연도                                    | 인구    | ±% p.a. |
| --------------------------------------- | ------- | ------- |
| 1903                                    | 6,507   | —       |
| 1918                                    | 22,121  | +8.50%  |
| 1939                                    | 21,125  | −0.22%  |
| 1948                                    | 28,884  | +3.54%  |
| 1960                                    | 61,898  | +6.56%  |
| 1970                                    | 97,214  | +4.61%  |
| 1975                                    | 158,974 | +10.37% |
| 1980                                    | 208,552 | +5.58%  |
| 1990                                    | 308,236 | +3.98%  |
| 1995                                    | 391,296 | +4.57%  |
| 2000                                    | 449,811 | +3.03%  |
| 2007                                    | 552,660 | +2.88%  |
| 2010                                    | 588,126 | +2.29%  |
| 2015                                    | 665,822 | +2.39%  |
| 2020                                    | 689,992 | +0.70%  |
| Source: Philippine Statistics Authority |         |         |

### 언어
파라냐케의 모어는 타갈로그어지만 주민의 대다수는 영어를 이해하고 말할 수 있다.

### 종교
파라냐케의 인구 대부분은 기독교 신자로 주로 로마 가톨릭 신자다.
파라냐케의 로마 가톨릭 교회는 파라냐케 교구의 관할이다. 두 개의 국가 성지가 있는데, 영원한 도움의 성모 성당(the National Shrine of Our Mother of Perpetual Help, 바클라란 교회 또는 레뎀프토리스트 교회로도 알려짐)와 신도들의 도움 마리아 성당(the National Shrine of Mary Help of Christians)가 있다. 파라냐케 대성당 또는 성 안드레 교구 성당은 파라냐케에서 가장 오래된 교회로 파라냐케 교구의 모교회다. the 파라냐케 대성당 20여개의 교구와 2개의 하위 교구가 있다.
다른 기독교 종파로는 이글레시아 니 크리스토(Iglesia ni Cristo)와 앙 다팅 단(Ang Dating Daan)이 있다. 파라냐케에는 비카톨릭(주로 개신교) 교회도 다수 있다.
엘샤드다이(El Shaddai)는 도시 중심에 위치한다.
또한 소수의 이슬람교도들이 있는데, 주로 바클라란에서 살고 있다. 파라냐케에는 두 개의 모스크가 있다.

## 교통

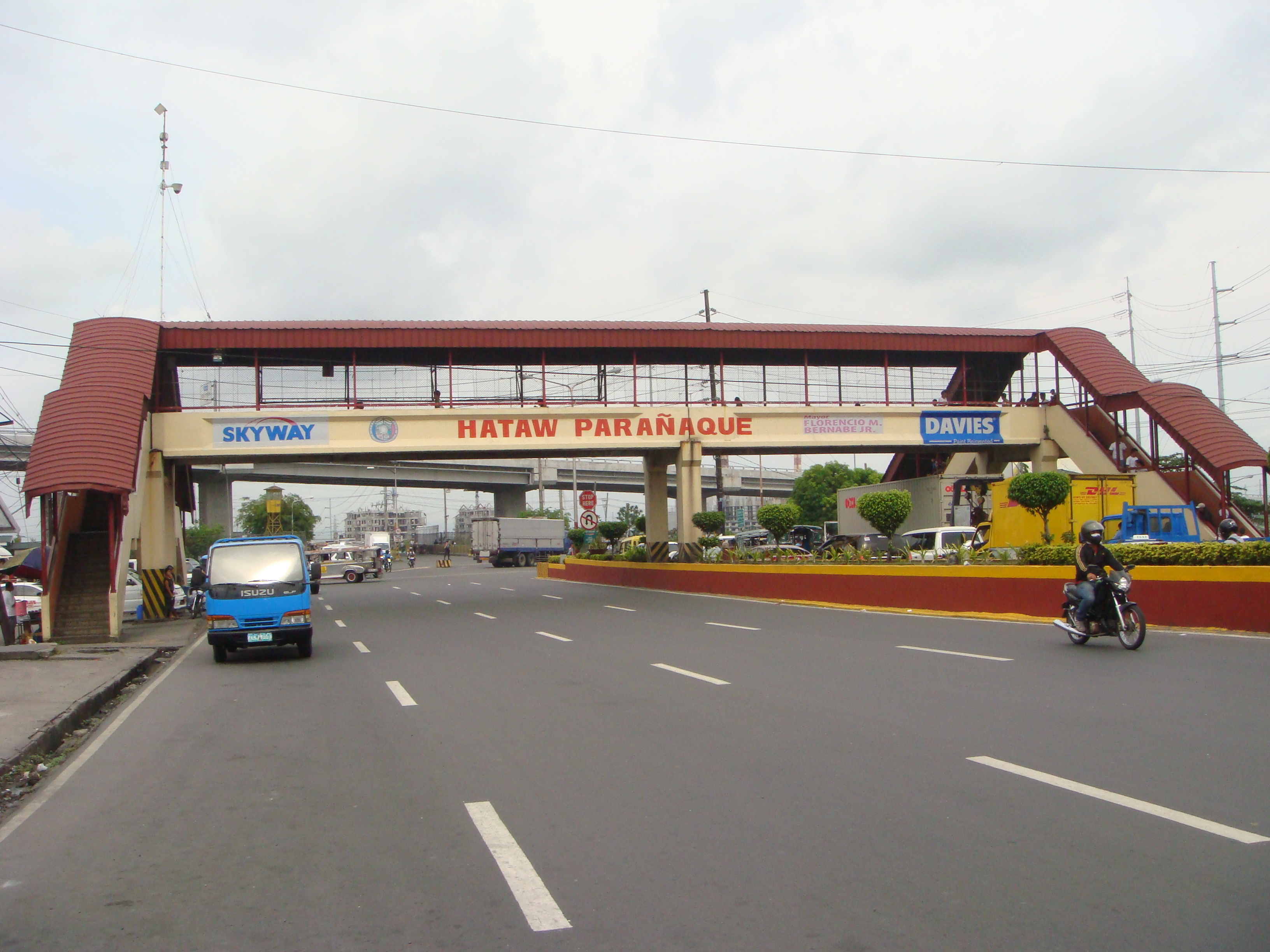
SLEX 근처에 있는 Dr. A. 산토 애비뉴 환영 표시물. 과거 수카트 로드라고 불렸던 Dr. A. 산토스 애비뉴는 파라냐케의 주요 도로 역할을 한다.

### 철도
파라냐케에는 LRT-1(파사이에 위치한 바클라란 역으로 간접 연결)과 PNR(비쿠탄 역)가 지난다. LRT-1은 바코르까지 연장될 예정이다. 2017년 5월 4일 목요일 LRT 1호선 남부연장사업 착공식이 열렸다. 이 공사가 완료되면, 파라냐케는 LRT-1 노선이 직접 지나게 된다(레뎀프토리스트 역, 마닐라 국제공항역, 아시아 월드 역, 니노이 아키노 역, Dr. A. 산토스 역). 바클라란에서 니오그, 바코르, 카비테까지 연장은 2021년 4분기까지 완료될 예정이다.

### 공항
파라냐케는 니노이 아키노 국제공항의 1터미널이 위치하며, 공항 복합단지가 파사이-파라냐케 국경에 위치하고 있다. 니노이 아키노 애비뉴를 따라 위치하고 있으며 많은 주요 국제 항공사들이 터미널에서 항공편을 운항하고 있다.

#### 도로
파라냐케는 고속도로 및 간선 도로망으로 연결되어있다.
마닐라-카비테 고속도로 및 메트로 마닐라 스카이웨이와 같은 고속도로는 칼라바르손 지방과 메트로 마닐라의 나머지 지역과 도시를 연결한다. 파라냐케의 메트로 마닐라 스카이웨이의 평면 부분은 서부 지선도로와 동부 지선도로라는 두 개의 지선도로가 있는데, 이것은 고속도로 근처에 있는 지역 공동체와 사업체를 모두 연결한다. NAIA 고속도로는 NAIA 1 터미널, 마닐라-카비테 고속도로, 메트로 마닐라 스카이웨이, 그리고 매립지에 개발 중인 엔터테인먼트 시티(Entertainment City)를 연결하는 공항 고속도로다.
Dr. 산토스 애비뉴(구 수카트 로드), 록사스 대로, 도냐 솔다드 애비뉴, 엘피디오 퀴리노 애비뉴는 이 도시의 주요 간선 도로로서 역할을 한다. 매니 빌라 당시 상원의원과 관련된 토지 소유 논란에 휩쓸린 카를로스 P. 가르시아 애비뉴(C-5 남부연장선)과 고속도로로 제안된 C-6 로드가 2차 간선 도로 역할을 하고 있다.
BF 홈즈 파라냐케(BF Homes Parañaque)는 또한 간선 도로망을 통해 제공되며, 그 안에 주거지역과 상업지역에 서비스를 제공한다.

#### PUV
메트로 마닐라의 다른 도시와 마찬가지로 통근자를 위해 파라냐케 전역에 버스 및 지프니와 같은 PUV(public utility vehicles)가 있다. PITx(Paranaque Integrated Terminal Exchange, 파라냐케 복합 환승 터미널)는 바랑가이 탐보(Barangay Tambo)에 위치하고 있으며 PUV의 복합환승센터 역할을 한다. PITx는 또한 향후 아시아 월드 LRT-1 역과 연결될 계획이다.